# Karel Hoekendijk
Karel Hoekendijk (Apeldoorn, 1 december 1904 – Harderwijk, 16 juni 1987) was een Nederlandse evangelist. Hij was de oprichter en leider van de opwekkingsbeweging Stromen van Kracht. Daarvoor was hij illustrator en boekbandontwerper.

## Levensloop

### Jeugd
Hoekendijks ouders waren zendelingen in Nederlands-Indië, uitgezonden door de Nederlandse Zendingsvereeniging. Op 11-jarige leeftijd werd hij naar een kostschool gestuurd in Nederland. Hij werd opgeleid tot bouwkundig tekenaar en keerde op 19-jarige leeftijd naar Java terug. Tijdens de zeereis vond zijn bekering tot het christelijke geloof plaats.
Karel is de zoon van de vrije evangelische zendeling ds. C.J. (Kees) Hoekendijk, mede-initiatiefnemer van de NCRV. Zijn broer was de hervormde theoloog prof. Johannes Christiaan Hoekendijk die in 1975 overleed.
Hoekendijk ging studeren aan de Academie voor Beeldende Kunsten in Rotterdam. Daar ontmoette hij Elisabeth La Rivière, Beppie genoemd, met wie hij in 1930 trouwde. Zij kregen vier kinderen: Liebje (1931-2021), programmamaker en kunstenares, Frans (1933-1998), oprichter van De Bron, Else (1934-2019), kinderboekenschrijfster en oprichtster van stichting Chris, en Ben (1938-2020), die evangelist, auteur en zeezeiler zou worden.

### Artistieke carrière
Na de academie begon zijn artistieke carrière. Hoekendijk was een bekwaam illustrator, alleen al voor de uitgeverij Bosch & Keuning maakte hij in de jaren dertig zeker 120 omslagen voor de Libellen Serie. Hij ontwierp ook wandtapijten, wandschilderingen en werkte als glazenier. In 1948 werd Hoekendijk als hoofd van de afdeling Visuele Productie van de Rijksvoorlichtingsdienst uitgezonden naar Indonesië. Hij bleef er drie jaar. Weer terug in Nederland nam zijn beroep hem volledig in beslag.

### Stromen van Kracht
In 1953 werd Hoekendijk ernstig ziek. Volgens eigen zeggen kwam er toen een gelovige vrouw die hem de handen oplegde en bad in de naam van Jezus Christus voor genezing. Hoekendijk claimde uit bed te zijn opgestaan en helemaal gezond te zijn geworden. Twee dagen later onderging hij een ervaring die bekendstaat als de doop met de Heilige Geest en sprak daarna in tongen.
Een gereformeerde ouderling in Utrecht, die van de wonderbaarlijke genezing en roeping gehoord had, belegde een samenkomst in Utrecht en verzocht Hoekendijk ten overstaan van wat vrienden te vertellen wat God gedaan had. Op die avond was er een totaal verlamde man gebracht, namelijk Frits Waning uit Deventer. Tot Hoekendijks verbazing stond na het gebed de patiënt op van zijn stoel, bewoog zich naar alle kanten en leek geheel genezen.
Voortaan werden in Utrecht wekelijks bijeenkomsten gehouden. Andere plaatsen volgden al snel. De nieuwe beweging heette aanvankelijk Levend Water, maar vanaf mei 1954 Stromen van Kracht. Onder dezelfde naam verscheen een maandblad. Stromen van Kracht wilde een beweging zijn en geen nieuwe kerk. Na drie jaar echter liet Hoekendijk zich in water dopen door de Nederlands-hervormd predikant J. Starrenburg. Daarna werden overal in het land doopdiensten gehouden. De kerken, die zich aanvankelijk sympathiek tegenover de beweging hadden opgesteld, keurden dit af en distantieerden zich van Stromen van Kracht.
De twee zonen van Hoekendijk, Frans en Ben, en ook zijn dochters deden volop mee. De veertiendaagse Bijbelcursussen van Hoekendijks vrouw Elisabeth werden een begrip binnen en buiten de beweging. Daarin werd het gebruik van de negen Geestesgaven bestudeerd en aangemoedigd om te gebruiken. Anders dan in de oudere pinkstergroepen, die te passief werden geacht, werd in Stromen van Kracht gesproken van "uitstappen in geloof".
Stromen van Kracht werkte aanvankelijk los van de eerder ontstane pinkstergemeenten en kreeg daarom veel kritiek van verschillende kanten. Hoekendijk werd door anderen een "valse profeet" genoemd.

### Reizen
Karel en Elisabeth Hoekendijk schreven een aantal boeken, die door een eigen lectuurfonds gratis naar belangstellenden gezonden werden. Nog in de jaren vijftig begon Hoekendijk in Duitsland en Zwitserland te prediken. In 1960 reisde hij naar Zuid-Afrika en leidde er vele samenkomsten. Vandaar vertrok hij naar de Nederlandse Antillen. In 1961 hield hij grote campagnes op Curaçao en Aruba, ook hier kwamen gemeentes tot stand. Van Aruba ging hij naar Suriname. Hier vond een grote opwekking plaats. Begin 1962 kwam er een abrupt einde aan het verblijf van de familie Hoekendijk in de toenmalige Nederlandse kolonie. Eerst werden Karel en Elisabeth en een paar weken later Frans en zijn vrouw Yvonne door de autoriteiten het land uitgezet. Men vond Hoekendijk schadelijk voor de volksgezondheid. Er waren inlichtingen over Hoekendijk ingewonnen, waarbij de volksgezondheidsdienst in Nederland als zijn beroep 'kwakzalver' had opgegeven. De zaak leidde tot enorme ophef in de kranten. Acht jaar later bood de nieuwe minister-president Hoekendijk zijn excuses aan en nodigde hem uit het land weer te bezoeken. Andere landen waar Hoekendijk werkte waren Trinidad, Saint Vincent, Saint Lucia, Martinique, Sri Lanka, Japan, India, Maleisië, de Filipijnen, maar vooral Indonesië. Voorts maakte hij reizen naar Afrika en Amerika. In verschillende boekjes werden zijn reisverslagen vastgelegd.

### Breuk en overlijden
In 1968 kwam het tot een breuk tussen Hoekendijk en zijn kinderen. Er was een grote schuld ontstaan bij de drukker van het maandblad Stromen van Kracht en van de boekjes die regelmatig werden uitgegeven. Een terugkerende bron van zorg waren de grote sommen geld die Hoekendijk nodig had voor zijn evangelisatiecampagnes overzee. Ook de slechte communicatie tussen Hoekendijk en de zendelingen die door Stromen van Kracht waren uitgezonden, droeg niet bij aan een goede verstandhouding. Na lang beraad zei Peter Vlug - de echtgenoot van Else - tegen Hoekendijk dat hij de verantwoording voor het werk niet langer wilde dragen en per 1 april 1968 zou stoppen. Om Hoekendijk verder te helpen besloten Ben en Wiesje Hoekendijk en Peter en Else Vlug een schuld van 125.000 gulden over te nemen. Uit het werk van deze laatste is het werk van stichting Opwekking ontstaan.
Hoekendijk was daarna niet graag meer in Nederland. Zijn vrouw en hij gingen voor een lange periode naar Indonesië, waar ze grote campagnes hielden. 's Winters verbleven ze vaak in Nieuw-Zeeland. Hoekendijk overleed op 82-jarige leeftijd in zijn woonplaats Harderwijk.